# Арнульф III (граф Тернуа)
Арнульф III (фр. Arnoul III; умер в 1019) — граф Тернуа с около 988 года, второй сын графа Булони Арнульфа II, после смерти которого унаследовал часть отцовских владений. Во время войны между Фландрией и Францией, разразившейся в 991 или 992 году, он, вероятно, держал сторону короля Роберта II Благочестивого. Между 993 и 995 годами Арнульф был на какое-то время отлучён от церкви из-за споров о владениях, которые в своё время у аббатства Сен-Рикье отобрал граф Фландрии и Булони Арнульф I.
После того как в 995 году граф Фландрии Бодуэн IV стал совершеннолетним, его активная политика начала угрожать интересам Тернуа. По предположению Х. Таннера, либо Арнульф, либо его брат Бодуэн II, граф Булони, могли быть ответственны за возведение нескольких замков для обороны от фламандских набегов в Артуа. После смерти Арнульфа граф Фландрии вторгся в Тернуа, в результате чего началась война. По её итогам часть Тернуа была разделена между Фландрией и Булонью. Юго-восточная часть, позже получившая название графства Сен-Поль, досталась некоему Роже, ставшему верным союзником графа Булони.

## Происхождение

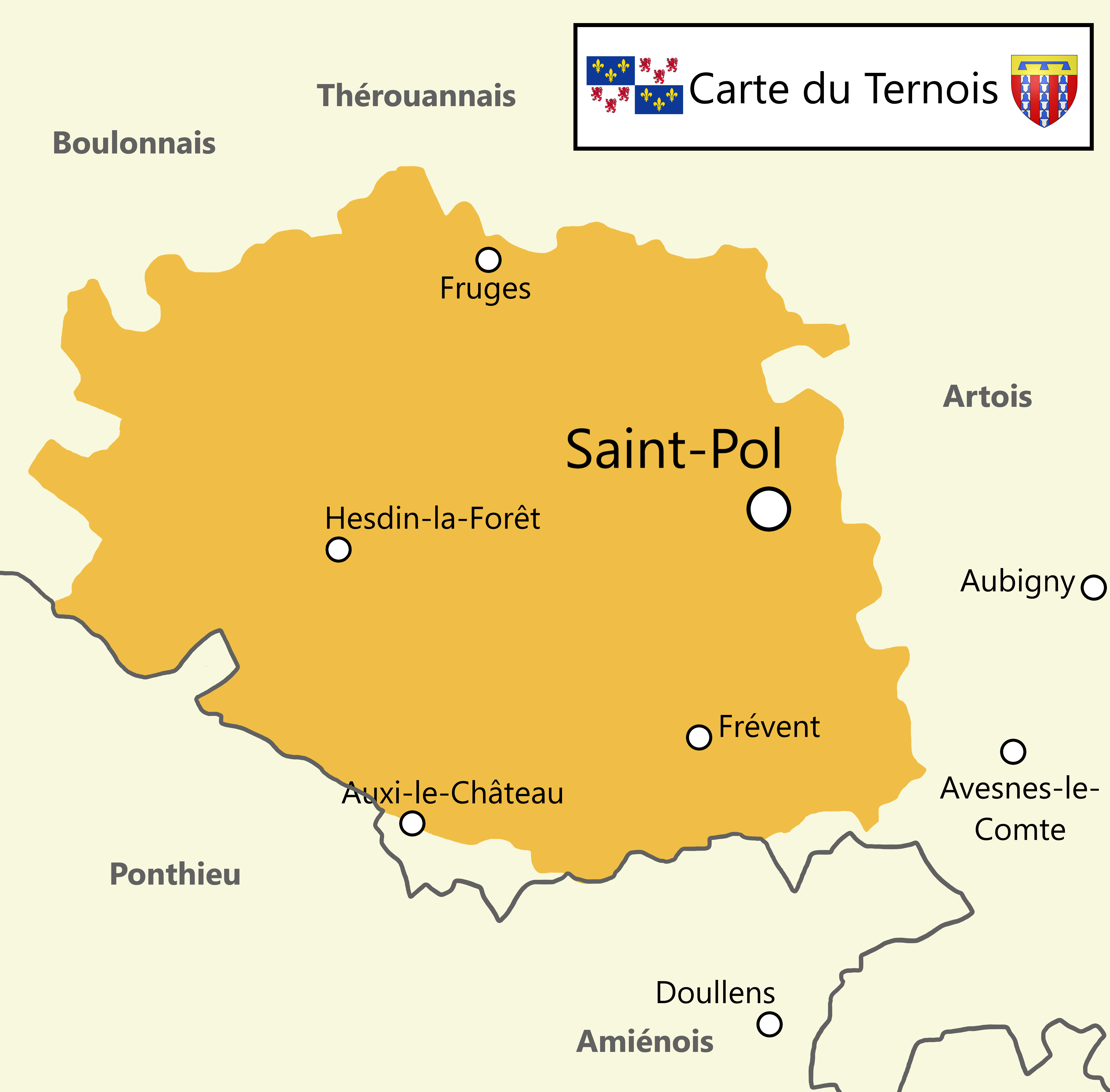
Тернуа

Арнульф происходил из булонской ветви Фландрского дома, родоначальником которого был граф Фландрии Бодуэн I Железная Рука. Его сын, граф Бодуэн II (умер в 918), после 892 года захватил контроль над графствами Тернуа и Булонь. После смерти Бодуэна II эти графства получил его сын Адалульф, который был убит в 933 году, после чего его владения захватил брат — граф Фландрии Арнульф I Великий. Он лишил наследства своих племянников. Однако после его смерти король Лотарь вернул Булонь и Тернуа Арнульфу II, сыну Адалульфа.
Вероятно, сыновьями Арнульфа II были Бодуэн II, который стал графом Булони, и Арнульф III, унаследовавший графство Тернуа.

## Биография
Арнульф III стал графом Тернуа около 988 года. В момент смерти графа Арнульфа II наследование его владений сыновьями, вероятно, прошло гладко.
В историографии устоялось мнение, что графы Булони и Тернуа были с 962 года вассалами графов Фландрии. Однако Х. Таннер указывает, что не существует документальных свидетельств этой связи. Историк считает, что мирное соглашение 962 года, по которому Булонь и Тернуа после вмешательства короля Лотаря были возвращены законному наследнику, опровергает это мнение. Кроме того, ни одна из сохранившихся хартий, выданных правителями Фландрии после 962 года, не относится к сделкам, совершённых графами Булони и Тернуа в 962—1019 годах. Хотя графство Ланс и другие части Артуа, которыми после 978 года владели графы Булони и Тернуа, входили в высшую юрисдикцию графа Фландрии, Булонь и Тернуа были пожалованы лично королём. По мнению Х. Танера, их правители считались независимыми графами.
После смерти графа Фландрии Арнульфа II его наследником в 988 году стал несовершеннолетний сын Бодуэн IV. Однако на наследство предъявил претензии двоюродный брат — граф Гента Арнульф, заявивший, что тот является незаконнорождённым. Арнульф III и его брат Бодуэн вслед за королём Франции Гуго Капетом, по-видимому, поддержали своего юного родственника. В том же 988 году граф Тернуа засвидетельствовал самую раннюю хартию молодого графа о дарении собору Святого Петра в Генте поместья, располагавшегося около Ланса. Х. Таннер считает, что присутствие Арнульфа III и его брата при фландрском дворе в 988 году объясняется их лояльностью королю Франции. Нет никаких свидетельств, что они позже были как то связаны с Бодуэном IV, никаких других его хартий графы Тернуа и Булони не подтверждали.
В дальнейшем Арнульф III продолжил оставаться союзником Капетингов. Роберт II Благочестивый развёлся с матерью Бодуэна IV Сусанной и отказался вернуть Монтрёй (часть её приданого). Из-за этого в 991 или 992 году между Францией и Фландрией разразилась война. Х. Таннер полагает, что в этом конфликте Арнульф III и его брат сохранили лояльность королю Роберту
О дальнейшей деятельности Арнульфа III известно мало. Между 993 и 995 годами он был отлучён от церкви за то, что отказался вернуть владения, которые в своё время отнял у аббатства Сен-Рикье граф Фландрии и Булони Арнульф I. Отдельно были отлучены от церкви граф Фландрии Бодуэн IV и его мать, поскольку спорные владения находились не только в Тернуа, но и во Фландрии. Чтобы решить вопрос, аббат Ингелард обратился к королю и папе римскому. Спустя несколько лет графы были вынуждены уступить спорные владения аббатству, после чего интердикт был снят.
В 995 году граф Фландрии Бодуэн IV стал совершеннолетним, после чего занялся укреплением своей власти в Восточной Фландрии, которая ослабла за время его малолетства. Это стало угрожать территориальным интересам как Тернуа, так и Булони. Для обороны от фламандских набегов в Артуа, зажатом между Лансом и Тернуа, было построено несколько независимых замков. Они образовали два оборонительных полукольца в Северном Артуа. Одним из них был основанный Арнульфом III около 990 года замок Сен-Поль. Х. Таннер полагает, эти замки могли быть возведены графами Тернуа или Булони. По другой гипотезе, они были построены независимо от них, но братья в ответ на угрозу со стороны Бодуэна IV заключили союз с их кастелянами. Эти замки сохраняли независимость от графов Фландрии вплоть до 1020-х годов.
Арнульф III умер в 1019 году. Бодуэн IV воспользовался этим, вторгнувшись в Тернуа. Бодуэн II, брат покойного графа, обратился за помощью к королю Роберту II, осадившему графа Фландрии в Сент-Омере. В 1020 году, возможно, в связи с этой же кампанией, на Гент напал император Генрих II. Военные действия закончились миром, по которому Бодуэн IV сохранил Сент-Омер и северную часть Тернуа, Бодуэн II — Булонь и Ланс. Юго-восточная часть графства, позже ставшая графством Сен-Поль, была передана некоему Роже, происхождение которого неизвестно; он стал верным союзником графа Булони.

## Брак и дети
Имя жены Арнульфа неизвестно. Из источников известно, что у него было двое неизвестных по именам детей, из которых минимум один сын. Их судьба не известна; возможно, что они умерли раньше отца.